# Ортега, Ариэль
Ариэ́ль Арна́льдо Орте́га (исп. Ariel Arnaldo Ortega; 4 марта 1974, Ледесма, Жужуй) — аргентинский футболист, выступавший на позиции атакующего полузащитника. Играл за сборную Аргентины.

## Биография
Воспитанник клуба «Ривер Плейт». Играл долгое время в европейских клубах («Парма», «Валенсия», «Сампдория»). С 2000 по 2002 годы играл за «Ривер Плейт»
В сезоне 2002/2003 выступал за «Фенербахче», куда перешёл из «Ривер Плейта» за 5 миллионов долларов: из этой суммы «Ривер Плейт» получил только два, поскольку часть прав на футболиста на тот момент принадлежала «Парме».
Ортега вернулся в Аргентину в 2004 году — сначала выступал за «Ньюэллс Олд Бойз», а в 2006 возвратился в «Ривер». В ходе розыгрыша Клаусуры 2008 года у Ортеги стали возникать проблемы с новым наставником команды Диего Симеоне. В основном это касалось нарушения режима из-за пристрастия Ортеги к алкоголю. Несмотря на выигранный 33-й чемпионский титул, Ортега был отчислен из команды в середине 2008 года. В розыгрыше Апертуры 2008 «Ривер», действующий чемпион, финишировал на последнем, 20-м месте. Ортега же подписал годичное соглашение с клубом второго аргентинского дивизиона «Индепендьенте Ривадавия». Параллельно он лечился от алкогольной зависимости в одной из чилийских больниц. Выбор команды был обусловлен географической близостью провинции Мендоса к Чили.
В середине 2009 года Ортега вернулся в «Ривер». Он был вызван Диего Марадоной на товарищеский матч против Ганы 30 сентября, но не принял участие в игре, так как получил травму в игре за «Ривер», предшествовавшей матчу сборной.
13 января 2011 года Ортега на правах аренды перешёл в аргентинский «Олл Бойз».
10 августа 2011 года на правах аренды перешёл в клуб третьего аргентинского дивизиона «Дефенсорес де Бельграно».
9 августа 2012 года Ортега объявил, что завершил игровую карьеру.

## Достижения
Ривер Плейт
- Чемпион Аргентины: 1991 (Апертура), 1993 (Апертура), 1995 (Апертура), 2002 (Клаусура), 2008 (Клаусура)
- Обладатель Кубка Либертадорес: 1996

Парма
- Обладатель Суперкубка Италии: 1999

Ньюэллс Олд Бойз
- Чемпион Аргентины: 2004 (Апертура)

Сборная Аргентины
- Победитель Панамериканских игр: 1995